# Artur Gachinski
Artur Andreyevich Gachinski (em russo:  Артур Андреевич Гачинский; Moscou, 13 de agosto de 1993) é um ex-patinador artístico russo, que compete no individual masculino. Ele foi medalhista de bronze no Campeonato Mundial de 2011, medalhista de prata no Campeonato Europeu de 2012 e medalhista por duas vezes do campeonato nacional russo. Após sua aposentadoria, Artur Gachinski tornou-se treinador. Ele também falou sobre o impacto dos saltos complexos na saúde dos atletas, refletindo sobre sua carreira e as cirurgias na coluna às quais se submeteu após parar de patinar devido a lesões crônicas.

## Principais resultados
| Resultados | Resultados    | Resultados      | Resultados        | Resultados       | Resultados       | Resultados       | Resultados        | Resultados        | Resultados       | Resultados      | Resultados        | Resultados        | Resultados    |
| Internacional | Internacional | Internacional   | Internacional     | Internacional    | Internacional    | Internacional    | Internacional     | Internacional     | Internacional    | Internacional   | Internacional     | Internacional     | Internacional |
| Evento/Temporada | 2003– 2004    | 2004– 2005      | 2005– 2006        | 2006– 2007       | 2007– 2008       | 2008– 2009       | 2009– 2010        | 2010– 2011        | 2011– 2012       | 2012– 2013      | 2013– 2014        | 2014– 2015        | 2015– 2016    |
| --- | ------------- | --------------- | ----------------- | ---------------- | ---------------- | ---------------- | ----------------- | ----------------- | ---------------- | --------------- | ----------------- | ----------------- | ------------- |
| Campeonato Mundial |               |                 |                   |                  |                  |                  |                   | Medalha de bronze | 18º              |                 |                   |                   |               |
| Campeonato Europeu |               |                 |                   |                  |                  |                  |                   | 5º                | Medalha de prata |                 |                   |                   |               |
| GP Cup of China |               |                 |                   |                  |                  |                  |                   |                   | 5º               |                 |                   |                   |               |
| GP Rostelecom Cup |               |                 |                   |                  |                  |                  |                   | 6º                | 5º               | 7º              | 6º                | 8º                | WD            |
| GP Skate America |               |                 |                   |                  |                  |                  |                   | 6º                | 5º               |                 | 8º                | 9º                |               |
| GP Skate Canada International |               |                 |                   |                  |                  |                  |                   | 7º                |                  | 9º              |                   |                   |               |
| Coupe Internationale de Nice |               |                 |                   |                  |                  |                  | Medalha de ouro   | Medalha de ouro   |                  |                 |                   |                   |               |
| Finlandia Trophy |               |                 |                   |                  |                  |                  |                   | Medalha de ouro   |                  |                 | Medalha de bronze |                   |               |
| Golden Spin of Zagreb |               |                 |                   |                  |                  | 8º               |                   |                   |                  |                 | Medalha de prata  |                   |               |
| Triglav Trophy |               |                 |                   |                  |                  |                  |                   |                   |                  | Medalha de ouro |                   |                   |               |
| Universíada |               |                 |                   |                  |                  |                  |                   |                   |                  |                 |                   | Medalha de bronze |               |
| Internacional – Júnior |               |                 |                   |                  |                  |                  |                   |                   |                  |                 |                   |                   |               |
| Evento/Temporada | 2003– 2004    | 2004– 2005      | 2005– 2006        | 2006– 2007       | 2007– 2008       | 2008– 2009       | 2009– 2010        | 2010– 2011        | 2011– 2012       | 2012– 2013      | 2013– 2014        | 2014– 2015        | 2015– 2016    |
| Campeonato Mundial Júnior |               |                 |                   |                  |                  |                  | Medalha de bronze |                   |                  |                 |                   |                   |               |
| JGP JGP Final |               |                 |                   |                  | 8º               | 8º               | 6º                |                   |                  |                 |                   |                   |               |
| JGP JGP Alemanha |               |                 |                   |                  | 4º               |                  | Medalha de prata  |                   |                  |                 |                   |                   |               |
| JGP JGP Bielorrússia |               |                 |                   |                  |                  |                  | Medalha de ouro   |                   |                  |                 |                   |                   |               |
| JGP JGP Espanha |               |                 |                   |                  |                  | Medalha de prata |                   |                   |                  |                 |                   |                   |               |
| JGP JGP Estônia |               |                 |                   |                  | Medalha de prata |                  |                   |                   |                  |                 |                   |                   |               |
| JGP JGP Reino Unido |               |                 |                   |                  |                  | 4º               |                   |                   |                  |                 |                   |                   |               |
| Coupe Internationale de Nice |               |                 |                   |                  | Medalha de ouro  |                  |                   |                   |                  |                 |                   |                   |               |
| Internacional – Noviço |               |                 |                   |                  |                  |                  |                   |                   |                  |                 |                   |                   |               |
| Coupe Internationale de Nice |               | Medalha de ouro |                   | Medalha de prata |                  |                  |                   |                   |                  |                 |                   |                   |               |
| Triglav Trophy | 4º            |                 |                   |                  |                  |                  |                   |                   |                  |                 |                   |                   |               |
| Nacional |               |                 |                   |                  |                  |                  |                   |                   |                  |                 |                   |                   |               |
| Campeonato Russo |               |                 |                   | 14º              | 9º               | 10º              | 13º               | Medalha de prata  | Medalha de prata | 4º              | 6º                | 6º                |               |
| Campeonato Russo – Júnior |               | 13º             | Medalha de bronze | 8º               |                  | Medalha de prata | Medalha de ouro   |                   |                  |                 |                   |                   |               |
| Equipes |               |                 |                   |                  |                  |                  |                   |                   |                  |                 |                   |                   |               |
| Japan Open |               |                 |                   |                  |                  |                  |                   |                   | 2T/2P            |                 |                   |                   |               |
| |               |                 |                   |                  |                  |                  |                   |                   |                  |                 |                   |                   |               |
| Legenda: GP = Grand Prix; JGP = Grand Prix Júnior; WD = Abandonou; T = Posição da equipe; P = Posição individual; Competição não foi disputada nesta temporada |               |                 |                   |                  |                  |                  |                   |                   |                  |                 |                   |                   |               |